# Гарниш, Герман
Герман Га́рниш (нем. Hermann Harnisch; 1 сентября 1883, Тойхерн — 19 февраля 1951, Берлин) — немецкий политик, член СДПГ.

## Биография
Гарниш выучился на столяра и работал по профессии, в 1905 году вступил в СДПГ. С 1919 года занимался профсоюзной деятельностью в Германском союзе рабочих деревообрабатывающей промышленности. В 1920 году Гарниш возглавил окружное отделение СДПГ (до 1933 года) и окружное собрание в округе Нойкёльн. В 1924—1932 годах Гарниш был депутатом прусского ландтага от СДПГ, в 1923—1925 и в 1929—1933 годах избирался в городское собрание Берлина от округа Нойкёльна.
После прихода к власти национал-социалистов в январе 1933 года Гарниш был арестован. В декабре 1939 году несколько недель содержался в подвале в гестапо на Принц-Альбрехт-штрассе и подвергался ежедневным допросам. В 1944 году вместе с Максом Фехнером находился в концентрационном лагере Заксенхаузен.
15 июня 1945 года Гарниш принимал участие в основании центральной комиссии СДПГ, которую возглавил Отто Гротеволь, и подписал воззвание к восстановлению СДПГ. На первом земельном съезде СДПГ 25 ноября 1945 года Гарниш был избран председателем отделения СДПГ в Берлине. С января по октябрь 1946 года Герман Гарниш занимал должность бургомистра округа Нойкёльн.
Гарниш выступил сторонником объединения СДПГ и КПГ. В 1946 году он объявил о своём переходе из СДПГ в СЕПГ и был избран в земельное руководство СЕПГ. В августе 1948 года из-за нарастания сталинистских тенденций в СЕПГ Герман Гарниш вернулся в СДПГ.